# Chiesa di San Giorgio Martire (Gorizia)
La chiesa di San Giorgio Martire è la parrocchiale di Lucinico, frazione di Gorizia, in provincia e arcidiocesi di Gorizia; fa parte del decanato di Gorizia.

## Storia

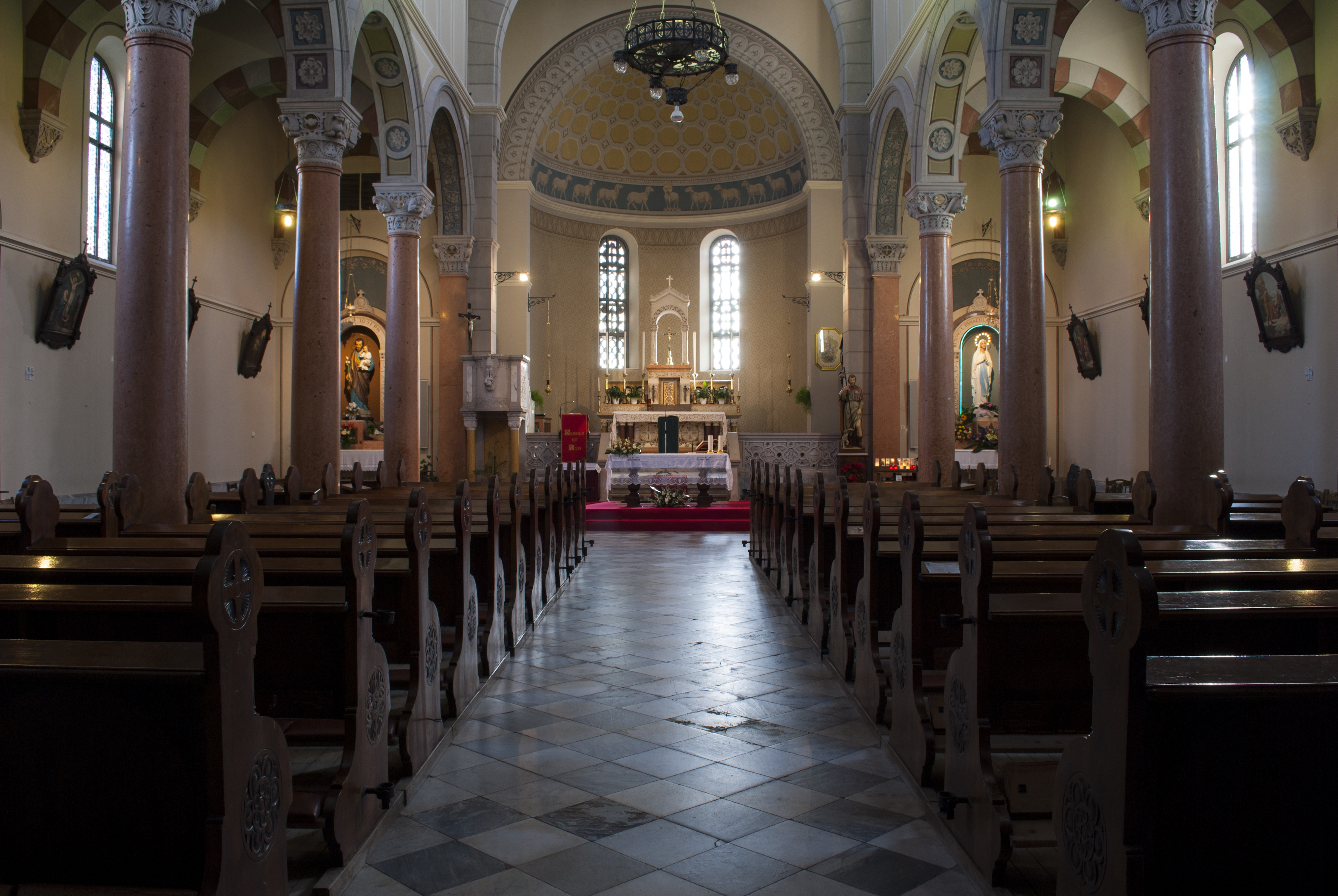
L'interno della chiesa

Si sa che a Lucinico fu edificata una chiesa nel XVII secolo, della quale rimane ancora oggi un dipinto, opera di Leopoldo Perco.
Affiancato alla chiesa venne costruito nel XVII secolo il campanile.
Nel 1915, allo scoppio della prima guerra mondiale, il campanile venne fatto brillare dall'esercito austriaco e la chiesa fu distrutta dall'esplosione di un vicino deposito di gelatina.
Terminato il conflitto, si rese necessario ricostruire la chiesa. L'edificio venne riedificato su progetto di Alfredo Silvestri tra il 1924 e il 1926.
La consacrazione della nuova parrocchiale fu impartita il 30 maggio 1926 dall'arcivescovo di Gorizia e Gradisca Francesco Borgia Sedej.

## Campanile
Il campanile, unito con un portico alla chiesa e alto 45 metri, ospita tre campane fuse nel 1970 dalla fonderia De Poli di Vittorio Veneto.

## Galleria d'immagini

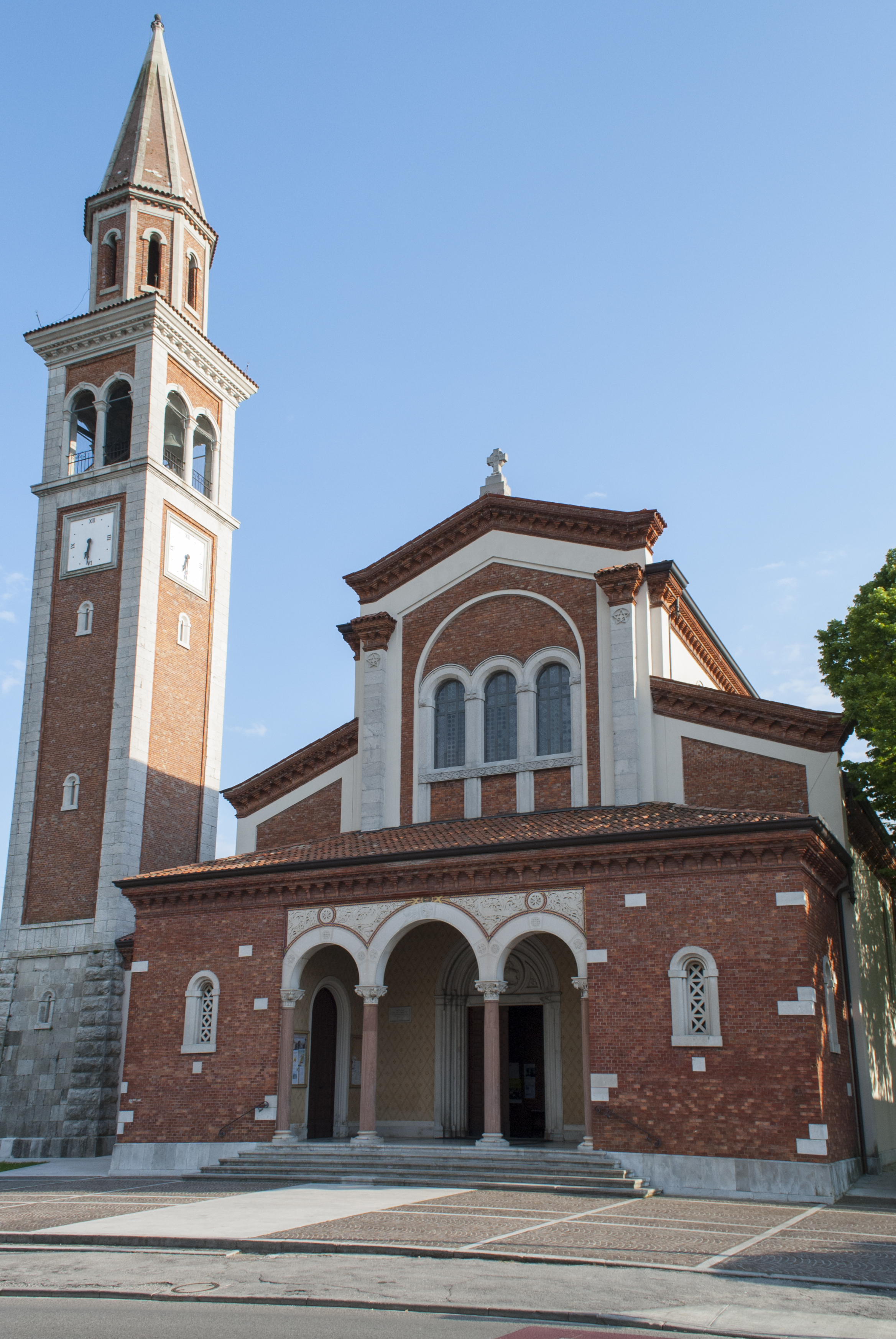
Chiesa e campanile
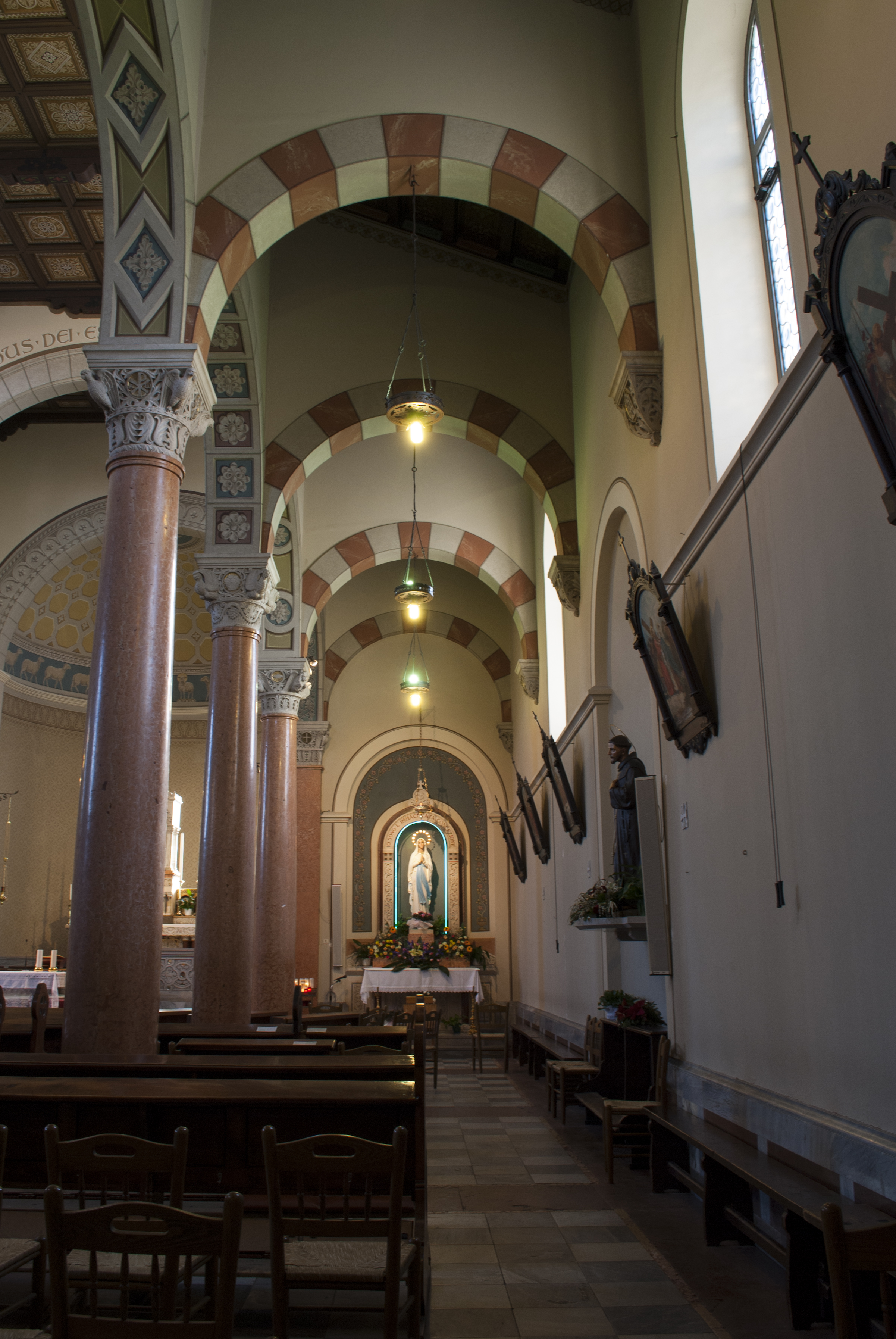
Navata di sinistra
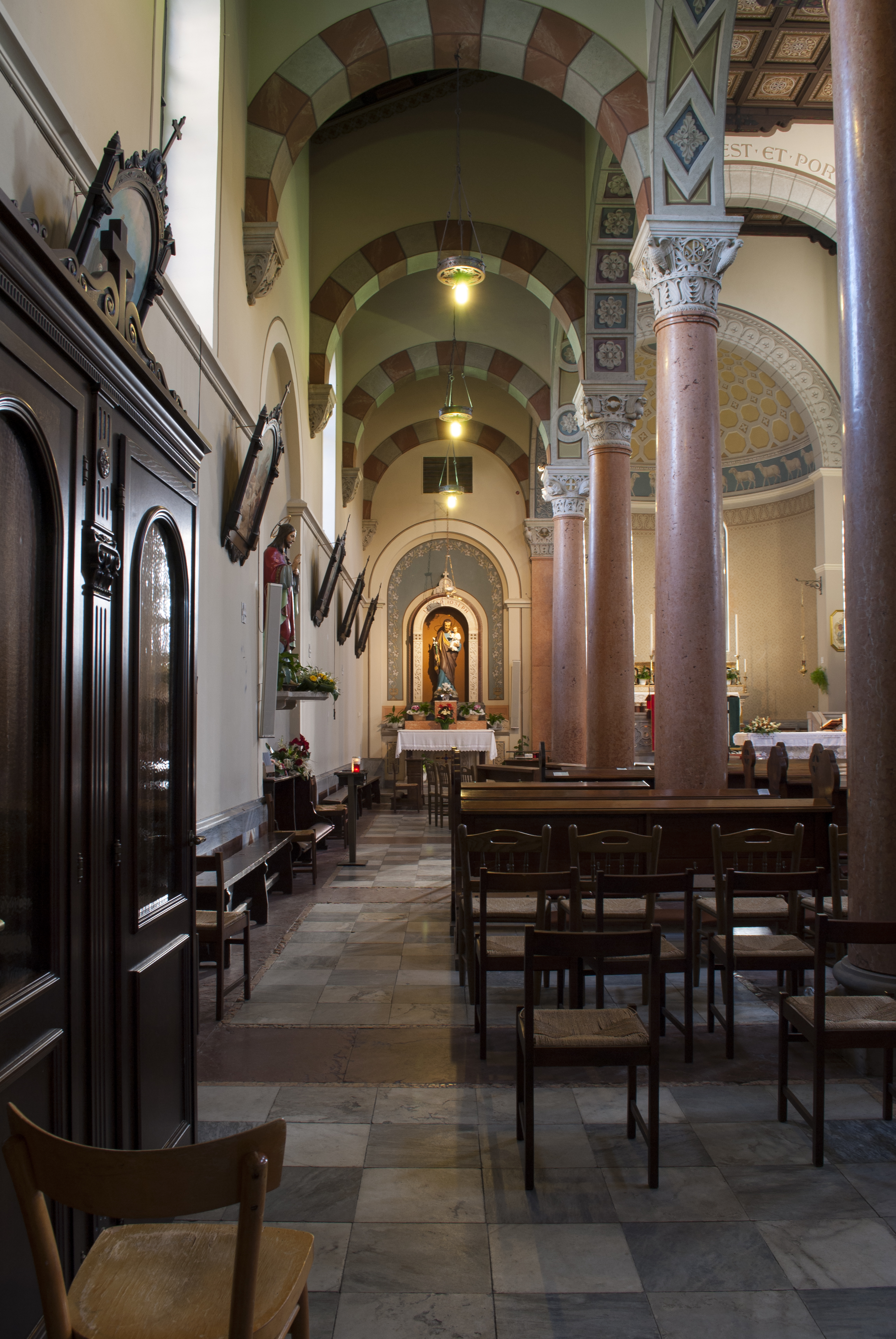
Navata di destra
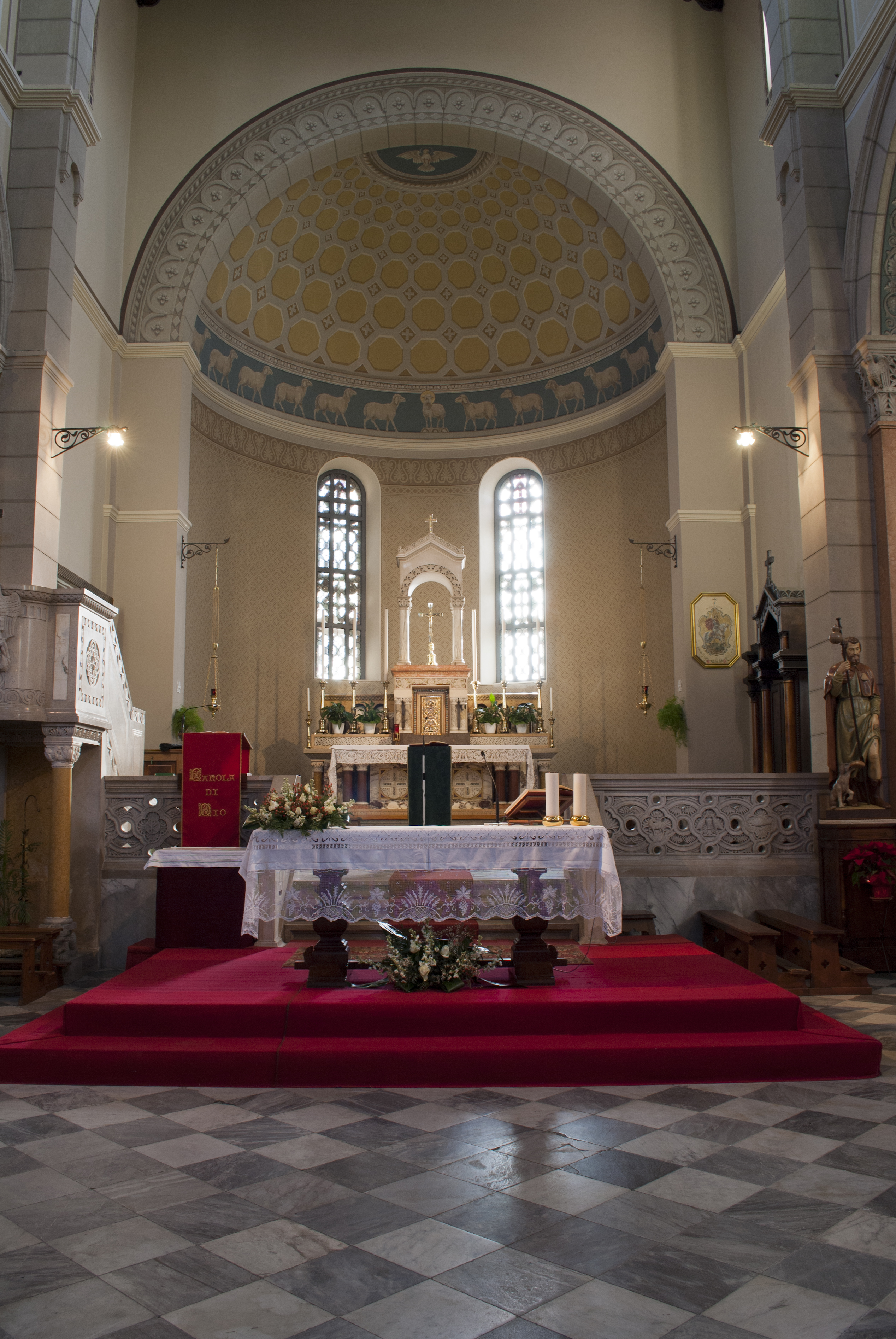
Altare